# Tyrwowicze
Tyrwowicze (biał. Тырвовічы; ros. Тырвовичи) – wieś na Białorusi, w obwodzie brzeskim, w rejonie pińskim, w sielsowiecie Boryczewicze, przy Rezerwacie Biologicznym Tyrwowicze.
Znajduje się tu parafialna cerkiew prawosławna pw. Opieki Matki Bożej.

## Historia
Dawniej wieś i majątek ziemski. Znajdowała się tu kaplica katolicka parafii Pińsk, w 1892 już nieistniejąca.
W dwudziestoleciu międzywojennym leżały w Polsce, w województwie poleskim, w powiecie pińskim, w gminie Lemieszewicze. Po II wojnie światowej w granicach Związku Sowieckiego. Od 1991 w niepodległej Białorusi.